# Pizzo d'Ormea
Il Pizzo d'Ormea è una montagna delle Alpi Liguri alta 2476 m. La vetta si trova nel comune di Ormea, città dalla quale prende il nome.

## Caratteristiche
La montagna, che ha una caratteristica forma conica, si trova su una dorsale che, partendo in prossimità di Ormea in Alta Val Tanaro, si sviluppa verso occidente fino alla vetta; questa cresta, nota come costa Valcaira, separa la secondaria Val d'Armella a nord dall'aperta valle del Chiappino a sud. Dalla vetta, la dorsale prosegue nella stessa direzione verso la Cima delle Roccate, il Bric Conoia e il Mongioie.
Il versante meridionale è costituito da pendii prativi, che raggiungono il Pian degli Archetti, mentre il versante settentrionale presenta pareti più scoscese e roccette che scendono lungo una cresta secondaria verso il sottostante passo della Colla del Pizzo, da dove la cresta secondaria prosegue in direzione nord-est fino alla Cima Ferrarine, dove si biforca: un ramo prosegue verso Cima Verzera e la val Corsaglia, un ramo invece volge ad est dirigendosi verso la Colla dei Termini.
Al di sotto della Colla del Pizzo è situato il lago alpino del Pizzo d'Ormea, coperto di neve per buona parte dell'anno e da cui ha origine il torrente Armella, che dopo aver attraversato l'abitato di Valdarmella giunge a Ormea per confluire nel Tanaro.
Dal punto di vista geologico, la montagna è costituita da porfidi quarziferi del Permiano, di tipologia internamente assai variata.
Il nome deriva dalla città di Ormea, che sorge allo sbocco della Val d'Armella, e nel cui comune la montagna si trova. Nella SOIUSA il Pizzo d'Ormea dà il nome al sottogruppo alpino Costiera Bric di Conolia - Pizzo d'Ormea.
Sulla sua cima si trova una croce in metallo e un disco in ottone su cui sono riportate le direzioni e le distanze dalle cime principale della Alpi e dell'Appennino, nonché le principali città visibili dalla vetta (Torino, Genova, la Pianura Padana in generale).
Il panorama è a 360 gradi iniziando dalle Alpi Apuane, alla costa ligure, agli Appennini, alla Corsica, alle Alpi Liguri, alla cerchia delle Alpi fino al Monte Rosa e nelle giornate più terse al Pizzo Bernina. La prominenza topografica della montagna è di 172 metri.

## Ascensione alla vetta

### Accesso estivo
I percorsi di accesso alla vetta sono di tipo escursionistico.
La via normale si sviluppa lungo la dorsale Est per le Rocche dei Butti e la costa Valcaira, partendo dalla frazione di Chionea (in comune di Ormea). Da qui si risale per un sentiero che si sviluppa in cresta, fino ad incontrare il rifugio Valcaira. Si prosegue ancora, raggiungendo un ripetitore telefonico; qui l'itinerario si fa un po' più difficile, e si raggiunge la vetta per roccette e facili tratti di arrampicata, comunque mai esposti. La difficoltà del percorso è valutata come E-EE.
Il percorso meno impegnativo è quello che partendo dalla frazione di Quarzina, raggiungibile in auto su una strada asfaltata molto panoramica, segue la dorsale sud. Da Quarzina si seguono le indicazioni del Rifugio Valcaira procedendo sempre su sterrate. Superato il piano della Colma, il Castello di Quarzina e il Pian degli Archetti, si procede ancora sulla dorsale evitando la diramazione a destra verso il rifugio Valcaira. Si raggiunge il ripetitore telefonico e quindi la vetta. La salita al Pizzo d'Ormea può essere accoppiata a quella alla vicina Cima delle Roccate.
Un percorso alternativo prevede di raggiungere la montagna partendo dalla colla dei Termini, raggiungibile in auto da Ormea su strada sterrata. Si segue un sentiero in cresta fino alla colla del Pizzo; da qui, per traccia di sentiero, si raggiunge il colle delle Rocchette, da dove, per la cresta occidentale, si raggiunge la vetta.
La colla del Pizzo si può raggiungere anche dalla val Corsaglia, passando da Bossea. In questo caso, si può utilizzare come punto d'appoggio il bivacco Cavarero, posto in località sella Revelli.

### Accesso invernale

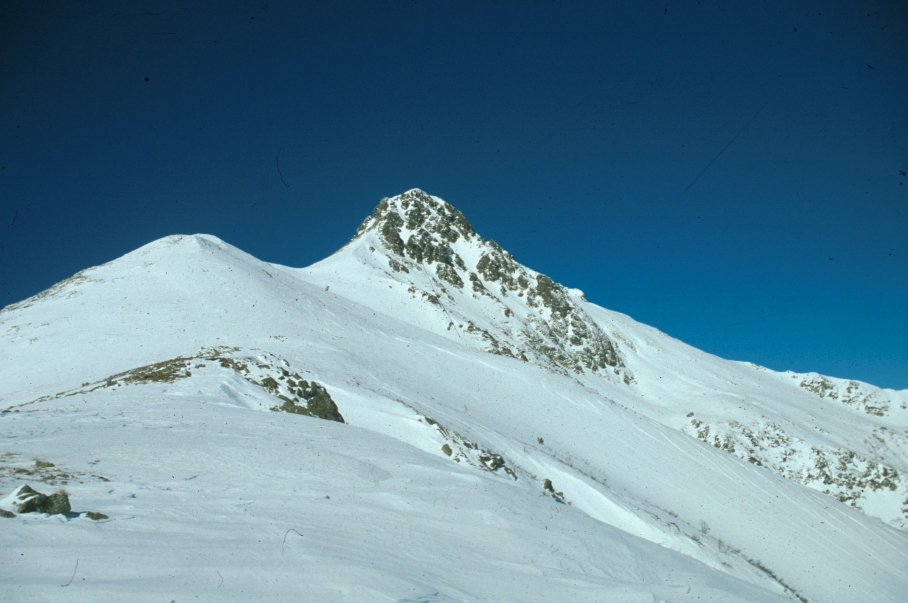
In veste invernale

La vetta è raggiungibile d'inverno con le ciaspole, o con gli sci seguendo diversi itinerari. È anche possibile accedere alla vetta seguendo il canalino nord-est, con un itinerario alpinistico su neve e misto di difficoltà PD+.

## Rifugi e bivacchi
- Rifugio Valcaira
- Bivacco Cavarero
- Rifugio Quarzina
- Rifugio Chionea

## Webcam
Alla quota di 2400 s.l.m. sul versante Sud, è stata posta una webcam dalla sezione imperiese della European Radioamateurs Association.

## Bibliografia

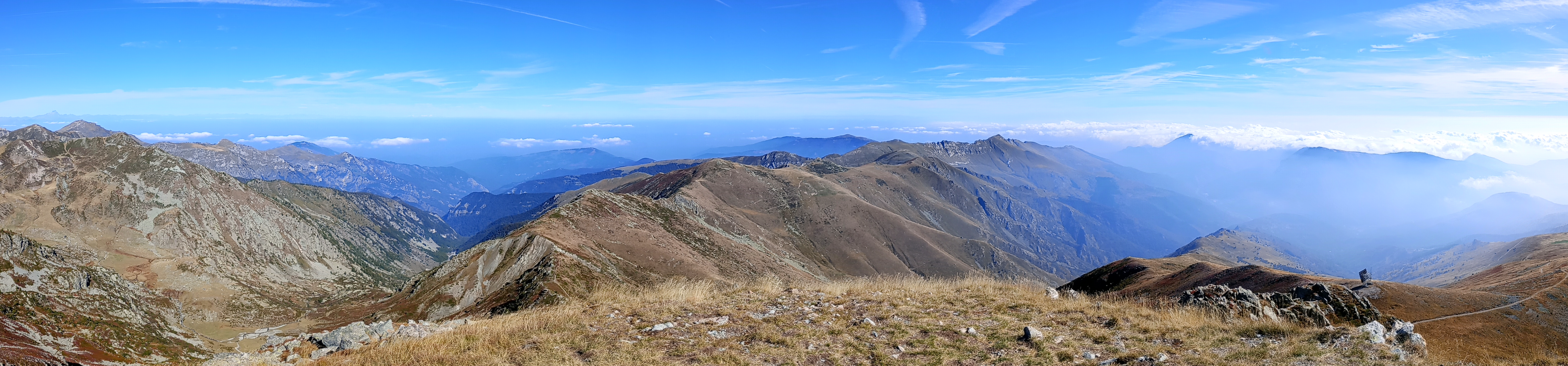
Vista verso est, con il Monte Antoroto
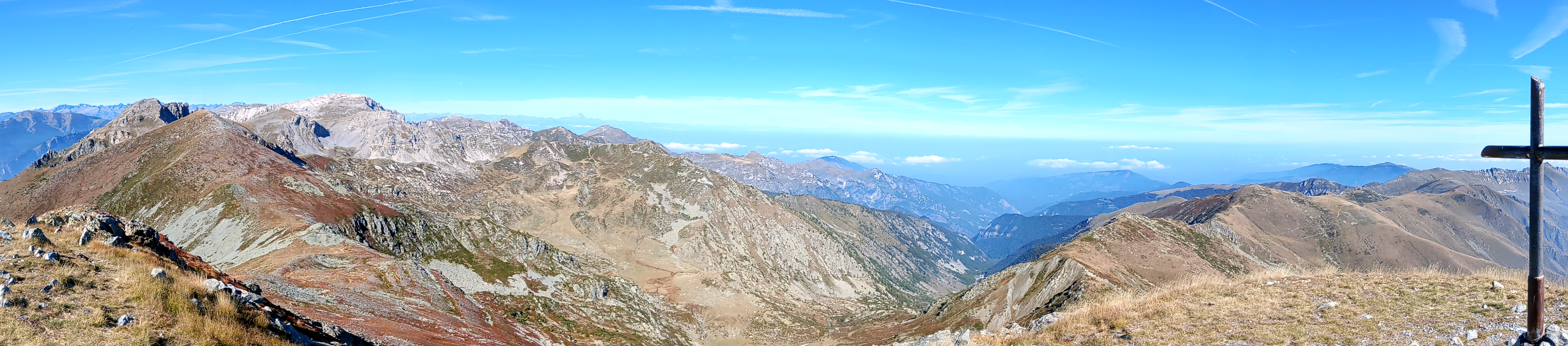
Vista verso ovest, con la Cima delle Roccate e il Mongioie